# Sosurim
Sosurim (zm. 384) – 17. władca Koguryŏ, największego z Trzech Królestw Korei. Panował w latach 371–384. 

## Panowanie
Został królem (wang) w 371 roku, kiedy jego ojciec, król Kogugwŏn, zginął w czasie najazdu Baekje, broniąc twierdzy w Pjongjangu. 
Po objęciu tronu, król Sosurim rozpoczął centralizację władzy w Koguryŏ. Upaństwowił ruchy religijne, aby uniknąć podziałów plemiennych. Rozwój scentralizowanego systemu rządowego był możliwy także dzięki polityce pojednania Koguryŏ z jego przeciwnikiem, Baekje. 
W 372 roku przyjął podróżujących mnichów buddyjskich z chińskiego państewka Qin i kazał zbudować dla nich świątynię, co przyczyniło się do popularyzacji buddyzmu wśród Koreańczyków. 
Rok 372 miał duże znaczenie w historii Korei nie tylko dla zwolenników buddyzmu, ale także konfucjanizmu i taoizmu. Sosurim założył wówczas konfucjańską instytucję T'aehak (태학, 太學), aby kształcić dzieci urzędników. W 373 ogłosił kodeks prawny yullyŏng (율령, 律令), który rozwinął zinstytucjonalizowany system prawa, w tym kodeks karny i skodyfikowane zwyczaje regionalne. 
W latach 374–376 wdał się w walki z Baekje na południu, zaś w 378 został zaatakowany przez Kitanów z północnego zachodu. Zmarł w 384 roku i został pochowany  prawdopodobnie w lesie nieopodal ówczesnej stolicy, Kungnae. 
Większość swoich rządów król Sosurim spędził próbując utrzymać spokój w kraju, a także wzmacniając władzę królewską. Chociaż nie był w stanie pomścić śmierci swojego ojca i poprzedniego władcy Koguryŏ, króla Kogugwŏna, odegrał ważną rolę w tworzeniu fundamentów pod podboje jego bratanka, Kwanggaet’o Wielkiego. Kolejnym królem został Kogugyang, młodszy brat Sosurima. 